# Орелиен Йоахим
Орелиен Йоахим (роден на 10 август 1986) е люксембургски футболист, нападател, състезател на ЦСКА (София).

## Кариера
Йоахим започва кариерата си в юношеските формации на белгийските Виртон и Мускрон, преди да направи своя дебют за основния отбор на Виртон през 2004 година. След това играе за дублиращите отбори на Бохум и Алемания (Аахен), преди да направи дебют в Люксембургската футболна лига във втората половина на сезон 2007/2008.
През май 2011 година Йоахим е продаден на друг люксембургски отбор Дюделанж. В Дюделанж той играе главна роля за достигането на трети предварителен кръг в турнира Шампионска лига, отбелязвайки 4 гола в двата мача срещу отбора на Тре Пене от Сан Марино, и отбелязвайки гол в двата мача срещу отбора на Ред Бул Залцбург завършил с общ резултат 4-4.
На 29 август 2012 г., Йоахим е даден под наем в отбора на Вилем II до края на сезона. През юли 2013, той подписва двугодишен договор с Валвейк след като напуска отбора на Дюделанж като свободен агент.

### ЦСКА София
През лятото на 2014 г. Йоахим преминава в отбора на ЦСКА (София) като свободен агент. Прави своя дебют срещу Литекс(Ловеч), а първия си гол вкарва при дебюта му на „Българска Армия“ срещу Хасково при победата с 4-0. Играе и в двата мача на ЦСКА(София) в Квалификациите за Лига Европа. На 13 декември 2014 влиза като резерва в мача на ЦСКА срещу Черно море, при резултат 1:1 в 60-ата минута, и вкарва 2 гола за победата с 3:1.

## Йоахим за националния отбор на Люксембург
Йоахим прави своя дебют за Люксембург през септември 2005 г. в квалификациите за Световното първенство през 2006 г. в Германия срещу отбора на Лихтенщайн, на едва 19-годишна възраст. Той играе 5 квалификационни мача.